# Antun Fabris
Antun Fabris (Dubrovnik, 5. travnja 1864. – Dubrovnik, 14. listopada 1904.), dubrovački filolog, slavist i novinar, podrijetlom Korčulanin, član srbokatoličkog pokreta.
Godine 1885. završio je gimnaziju u Dubrovniku. Bio se oduševio srbokatoličkim idejama svojih profesora Luka Zore i Pera Budmanija, pa je aktivno sudjelovao u radu srpske dubrovačke mladeži, a u zrelim godinama postao je jednim od najutjecajnijih dubrovačkih Srba katolika s jako izraženim smislom za hrvatsko-srpsku suradnju. Studirao je filologiju i slavistiku u Beču. U razdoblju od 1889. do 1895. radio je kao suplent (pomoćni učitelj) u Splitskoj gimnaziji, a potom u Talijanskoj gimnaziji u Zadru. Bio je iznimno cijenjen novinar, pa je 1895. postavljen za urednika srpskoga lista Dubrovnik. Nakon pokretanja časopisa Srđ (1902.) postao je, sve do smrti, njegovim vlasnikom, izdavateljem i odgovornim urednikom. Nekoliko godina pred smrt bio je tajnik Srpske narodne stranke u Dalmaciji. Vjeruje se da je umro radi posljedica pedesetodnevnog tamnovanja zbog u Srđu objavljene pjesme Bokeška noć Uroša Trojanovića.
U pjesmi Bokeška noć s puno se epiteta opjevavaju ljepote Boke kotorske, ali ju mladi Trojanović stavlja u srpsko-crnogorski kontekst, zbog čega objavljenu pjesmu zaplijenjuju austrijske vlasti.